# The Chemical Brothers
The Chemical Brothers is een Britse danceformatie bestaande uit Tom Rowlands (11 januari 1971) en Ed Simons (9 juni 1970). De band maakt elektronische muziek, enigszins te vergelijken met acts als The Prodigy en Faithless, en boekte sinds 1995 enkele grote hits. The Chemical Brothers zijn belangrijke pioniers op het gebied van het big-beatgeluid in de late jaren negentig. Ze weten zich ook los van dit geluid te handhaven als grote danceact. De groep heeft veel samengewerkt met grote artiesten. The Chemical Brothers besteden veel aandacht aan hun videoclips, waardoor ze een populaire act werden op muziekzenders.

## Biografie

### Ontstaan
The Chemical Brothers werd in 1989 in Manchester gevormd waar Tom en Ed elkaar ontmoetten tijdens een cursus geschiedenis aan de universiteit aldaar. Ze begonnen samen als dj's, onder de naam Dust Brothers. Ze werden populair in de clubs met een mix van house en andere stijlen, zoals hiphopbreaks. Maar ook elementen uit punk en rock kwamen geregeld terug in de dj-sets.
De eerste single van het duo, Song to the siren, werd een klein succes in de scene. De inmiddels afgestudeerde Dust Brothers verhuisden naar Londen, waar ze twee nieuwe singles (14th century sky en My mercury mouth) opnamen. Van die eerste ep werd het nummer Chemical beats de grote doorbraak. Ze werden steeds bekender en deden onder meer remixwerk voor Primal Scream en de single Voodoo People van The Prodigy.
In 1998 brachten ze het mixalbum Brothers gonna work it out uit. Het album bestond uit slechts vijf tracks, die weer uit verschillende mixen van tracks bestonden.

### Doorbraak naar groot publiek
In 1995 moest het duo om juridische redenen hun naam wijzigen. Hun oorspronkelijke naam (The Dust Brothers) hadden ze gekozen uit eerbetoon aan het gelijknamige Amerikaanse producersduo (bekend van hun werk voor de Beastie Boys). Nadat ook de suggestie Dust Brothers U.K. afgewezen werd, besloten ze zichzelf The Chemical Brothers te noemen. De band was echter al zo bekend dat het ze weinig schade toebracht. Het eerste album, Exit planet dust werd een succes, vooral dankzij de doorbraak-culthit Leave home. Het album bestaat uit twee delen. Het eerste deel is opzwepende big beat en het tweede deel meer rustige luistermuziek. Op het album begonnen ze met de traditie om rockzangers een gastbijdrage te laten doen. Tim Burgess van The Charlatans was de eerste die de eer kreeg. Ook zangeres Beth Orton is te horen. Toen het album in de winkels lag, was de muziekpers lyrisch. The Chemical Brothers werden naast het dancepubliek ook door het rockpubliek omarmd
Oasis-voorman Noel Gallagher was zo onder de indruk van het album dat hij een single met The Chemical Brothers opnam: Setting sun. Ook mochten The Chemical Brothers in het voorprogramma van het Knebworth-concert van Oasis staan. De single Setting sun was de eerste voorbode van Dig your own hole. Op dit album is het geluid nog harder en steviger. Te gast zijn Quincy Jones en Mercury Rev. Het was een nog groter succes dan zijn voorganger en verkocht twee miljoen maal. Ook de single Block rockin' beats groeide uit tot een klassieker. De Nederlandse muziekzender TMF gebruikte het nummer jarenlang als jingle.

### Verschuiving naar andere stijl
Toen de bigbeathype in 1999 nog bezig was, zei het duo de sound vaarwel met het album Surrender, waarop meer invloeden uit house en techno te horen zijn en het aantal breakbeats flink gereduceerd is. Hey boy, hey girl werd de grootste hit die de twee tot dan toe hadden en besteeg zelfs de hitparades. In de videoclip is een vrouw te zien die mensen slechts als lopende geraamten kan zien lopen. Ook de videoclips van Let forever be en Out of control waren geregeld op de muziekzenders te zien.
Met het vierde album Come with us leken The Chemical Brothers zich wat meer terug naar de underground te richten, en dat album werd commercieel gezien dan ook een minder groot succes. Uitzondering werd het rustige nummer Star guitar.

### Succesproducers
Ze beleefden een comeback met het vijfde album Push the button uit 2005, met de grote hit Galvanize dat ze opnamen met rapper Q-Tip van A Tribe Called Quest. Het nummer groeide uit tot een van de dancehits van dat jaar. Ook Believe werd een hitje.
Twee jaar later verscheen het album We are the night, waarop de band Klaxons en Lightspeed champion te gast zijn. Ook dit album had een sterke single. Do it again, met Ali love. Het was de grootste hit die het duo maakte. Al begon de groep ook kritiek te krijgen dat de albums wel erg formulematig begonnen te worden. Dat hinderde ze niet om een Grammy Award voor beste danceact binnen te halen.
In 2010 verscheen Further. Hierop werd een nieuwe weg ingeslagen. Geen gastbijdragen meer en een minder toegankelijk geluid. Bij alle tracks werden videoclips gemaakt door Adam Smith en Marcus Lyal. De acht clips vormen een soort filmserie. Hits bracht het album niet voort.
Het achtste studioalbum Born in the echoes kwam uit in 2015 en was het zesde album van The Chemical Brothers dat op nummer 1 kwam in het Verenigd Koninkrijk. Ook in diverse andere landen werd het album een succes.

## Discografie

### Albums
| Album met eventuele hitnotering(en) in de Nederlandse Album Top 100 | Datum van verschijnen | Datum van binnenkomst | Hoogste positie | Aantal weken | Opmerkingen   |
| ------------------------------------------------------------------- | --------------------- | --------------------- | --------------- | ------------ | ------------- |
| Exit planet dust                                                    | 26-06-1995            | 05-08-1995            | 77              | 9            |               |
| Dig your own hole                                                   | 07-04-1997            | 19-04-1997            | 23              | 9            |               |
| Surrender                                                           | 21-06-1999            | 03-07-1999            | 14              | 16           |               |
| Come with us                                                        | 28-01-2002            | 09-02-2002            | 30              | 7            |               |
| Singles 93 - 03                                                     | 22-09-2003            | -                     |                 |              | Verzamelalbum |
| Push the button                                                     | 24-01-2005            | 29-01-2005            | 7               | 13           |               |
| We are the night                                                    | 02-07-2007            | 07-07-2007            | 17              | 11           |               |
| B-sides volume 1                                                    | 26-11-2007            | -                     |                 |              | Verzamelalbum |
| Brotherhood                                                         | 01-09-2008            | -                     |                 |              | Verzamelalbum |
| The Chemical Brothers                                               | 16-05-2010            | -                     |                 |              | Verzamelalbum |
| Further                                                             | 07-06-2010            | 19-06-2010            | 42              | 3            |               |
| Don't think                                                         | 23-03-2012            | 31-03-2012            | 89              | 1            | Livealbum     |
| Born in the echoes                                                  | 17-07-2015            | 25-07-2015            | 4               | 6            |               |
| No geography                                                        | 12-04-2019            | –                     |                 |              |               |

| Album met hitnotering(en) in de Vlaamse Ultratop 200 albums | Datum van verschijnen | Datum van binnenkomst | Hoogste positie | Aantal weken | Opmerkingen   |
| ----------------------------------------------------------- | --------------------- | --------------------- | --------------- | ------------ | ------------- |
| Exit planet dust                                            | 1995                  | 10-02-1996            | 49              | 1            |               |
| Dig your own hole                                           | 1997                  | 26-04-1997            | 7               | 12           |               |
| Surrender                                                   | 1999                  | 03-07-1999            | 6               | 14           |               |
| Come with us                                                | 2002                  | 02-02-2002            | 5               | 6            |               |
| Singles 93 - 03                                             | 2003                  | 04-10-2003            | 16              | 5            | Verzamelalbum |
| Push the button                                             | 2005                  | 29-01-2005            | 1(1wk)          | 30           |               |
| We are the night                                            | 2007                  | 07-07-2007            | 3               | 17           |               |
| Brotherhood                                                 | 2008                  | 06-09-2008            | 15              | 9            | Verzamelalbum |
| Further                                                     | 2010                  | 19-06-2010            | 21              | 11           |               |
| Don't think                                                 | 2012                  | 14-04-2012            | 79              | 4            | Livealbum     |
| Born in the echoes                                          | 2015                  | 25-07-2015            | 2               | 18           |               |

### Singles
| Single met eventuele hitnotering(en) in de Nederlandse Top 40 | Datum van verschijnen | Datum van binnenkomst | Hoogste positie | Aantal weken | Opmerkingen                 |
| ------------------------------------------------------------- | --------------------- | --------------------- | --------------- | ------------ | --------------------------- |
| Setting Sun                                                   | 1996                  | 02-11-1996            | tip16           | -            | met Noel Gallagher          |
| Hey Boy Hey Girl                                              | 1999                  | 19-06-1999            | 25              | 5            | Nr. 29 in de Single Top 100 |
| Let Forever Be                                                | 1999                  | -                     |                 |              | Nr. 89 in de Single Top 100 |
| Out of Control                                                | 1999                  | 16-10-1999            | tip16           | -            |                             |
| Star Guitar                                                   | 2002                  | 26-01-2002            | tip9            | -            | Nr. 76 in de Single Top 100 |
| Galvanize                                                     | 2004                  | 29-01-2005            | 10              | 8            | Nr. 11 in de Single Top 100 |
| Believe                                                       | 2005                  | 09-04-2005            | tip18           | -            | Nr. 90 in de Single Top 100 |
| Do It Again                                                   | 04-06-2007            | 09-06-2007            | tip3            | -            | Nr. 26 in de Single Top 100 |
| The Salmon Dance                                              | 10-09-2007            | -                     |                 |              | Nr. 95 in de Single Top 100 |
| Go                                                            | 2015                  | 16-05-2015            | tip1            | -            |                             |

| Single met hitnotering(en) in de Vlaamse Ultratop 50 | Datum van verschijnen | Datum van binnenkomst | Hoogste positie | Aantal weken | Opmerkingen                 |
| ---------------------------------------------------- | --------------------- | --------------------- | --------------- | ------------ | --------------------------- |
| Block Rockin' Beats                                  | 1997                  | 12-04-1997            | 44              | 2            |                             |
| Hey Boy Hey Girl                                     | 1999                  | 12-06-1999            | 23              | 14           | Nr. 23 in de Radio 2 Top 30 |
| Let Forever Be                                       | 1999                  | 28-08-1999            | tip15           | -            |                             |
| It Began in Afrika                                   | 2001                  | 29-09-2001            | 46              | 1            |                             |
| Star Guitar                                          | 2002                  | 26-01-2002            | tip8            | -            |                             |
| Galvanize                                            | 2004                  | 29-01-2005            | 13              | 13           |                             |
| Believe                                              | 2005                  | 14-05-2005            | 48              | 1            |                             |
| Do It Again                                          | 2007                  | 02-06-2007            | 8               | 19           |                             |
| The Salmon Dance                                     | 10-09-2007            | 15-09-2007            | tip3            | -            |                             |
| Midnight Madness                                     | 2008                  | 16-08-2008            | tip13           | -            |                             |
| Swoon                                                | 2010                  | 15-05-2010            | tip22           | -            |                             |
| Sometimes I Feel So Deserted                         | 2015                  | 02-05-2015            | tip73           | -            |                             |
| Go                                                   | 2015                  | 30-05-2015            | 24              | 10           |                             |
| Wide Open                                            | 2015                  | 26-09-2015            | tip20           | -            | met Beck                    |
| C-H-E-M-I-C-A-L                                      | 2016                  | 17-12-2016            | tip43           | -            |                             |
| Got to Keep On                                       | 2019                  | 16-02-2019            | tip9            | -            |                             |
| The Darkness That You Fear                           | 2021                  | 01-05-2021            | tip             | -            |                             |

### NPO Radio 2 Top 2000
| Nummers met noteringen in de NPO Radio 2 Top 2000 | '15  | '16  | '17  | '18  | '19  | '20  | '21  | '22  |
| ------------------------------------------------- | ---- | ---- | ---- | ---- | ---- | ---- | ---- | ---- |
| Galvanize                                         | 1715 | 1735 | 1664 | -    | -    | -    | -    | -    |
| Hey Boy Hey Girl                                  | -    | 1816 | 1745 | 1993 | 1983 | 1959 | 1991 | 1995 |

1. ↑  Een '-' betekent dat het nummer niet was genoteerd en een vetgedrukt getal geeft de hoogste notering van een nummer aan.
2. ↑  2015 was het eerste jaar met een notering voor The Chemical Brothers.
3. ↑  Deze tabel is bijgewerkt tot en met de laatste editie (2024).

### Dvd's
| Dvd's met hitnoteringen in de Nederlandse Music Top 30 | Datum van verschijnen | Datum van binnenkomst | Hoogste positie | Aantal weken | Opmerkingen |
| ------------------------------------------------------ | --------------------- | --------------------- | --------------- | ------------ | ----------- |
| Don't think                                            | 2012                  | 31-03-2012            | 15              | 1            |             |